# کیت بوش
کاترین بوش CBE (به انگلیسی: Catherine Bush؛ زادهٔ ۳۰ ژوئیهٔ ۱۹۵۸) که در ملاء عام تحت نام کیت بوش شناخته می‌شود، خواننده-ترانه‌پرداز، تهیه‌کنندهٔ موسیقی و رقاص انگلیسی است.
سبک موسیقایی گل‌چینی و متن ترانه‌های نامتعارف، وی را به یکی از موفق‌ترین اجراکنندگان زن انگلیس در طی ۳۰ سال گذشته تبدیل کرده‌است. بوش بعد از سفارش‌شدن به وسیلهٔ دیوید گیلمور، گیتاریست پینک فلوید، در سن ۱۶ سالگی با ای‌ام‌آی قراردادی بست.
بوش در سال ۱۹۷۸ هنگامی که ۱۹ ساله بود، با ترانهٔ آغازین «بلندی‌های بادگیر» برای چهار هفته در صدر جدول‌های موسیقی بریتانیا قرار گرفت و به نخستین زنی تبدیل شد که یک ترانهٔ رتبهٔ یکی را در بریتانیا، که به وسیلهٔ خود شخص نوشته شود، کسب کند. وی همچنین با دبیو (شروع به کار) کردن آلبوم هرگز برای همیشه در رتبه یک جدول آلبوم های برتر انگلیس، تبدیل به نخستین هنرمند زنی شد که به این موفقیت دست میابد.

## ترانه‌شناسی
آلبوم‌های استودیویی
- تلنگر درونی (۱۹۷۸)
- شیردل (۱۹۷۸)
- هرگز برای همیشه (۱۹۸۰)
- The Dreaming (۱۹۸۲)
- سگ‌های شکاری عشق (۱۹۸۵)
- جهان نفسانی (۱۹۸۹)
- کفش‌های قرمز (۱۹۹۳)
- هوایی (۲۰۰۵)
- کات کارگردان (۲۰۱۱)
- ۵۰ حرف برای برف (۲۰۱۱)

## نقدها و تحسین‌ها
کیت بوش از تحسین شده ترین هنرمندان تاریخ محسوب میشود. نمرات برخی آلبوم های او در نشریهٔ پیچفورک، به شرح زیر است:
- Hounds of love: 10
- The sensual world: 9.4
- Fifty words for snow: 8.5
- The kick inside: 8.4

همچنین آلبوم سگ‌های شکاری عشق او، در فهرست برترین آلبوم های دههٔ ۸۰، در رتبهٔ ۵ قرار گرفتند. این آلبوم تماماً توسط خانم بوش نوشته و تهیه شده بود و در صدر جدول برترین آلبوم‌های تاریخ اپل میوزیک نیز در رتبهٔ ۴۵ قرار گرفت، هرچند که انتقاد های بسیاری به این جدول وارد شد، چون آلبوم‌های تاریخ سازی مانند هموژنیک اثر بیورک و سگ‌های شکاری عشق از خود کیت، در رتبه‌های پایین‌تری از آلبومی مثل ۱۹۸۹ تیلور سوییفت قرار داشتند.